# Mark Prettenthaler
Mark Prettenthaler (Graz, 11 aprile 1983) è un ex calciatore austriaco, difensore.

## Carriera

### Club
Debutta il 13 maggio 2005 nella vittoria 2-1 contro il LASK Linz.
Il 31 agosto 2011 firma per il Kapfenberger.

## Palmarès

### Club
- Coppa d'Austria: 2

Ried: 2010-2011
Pasching: 2012-2013